# 尼古拉·杜洛夫
尼古拉·瓦列里耶維奇·杜洛夫（俄語：Никола́й Вале́рьевич Ду́ров，1980年11月21日—）是俄罗斯的程序员和数学家，帕维尔·杜罗夫的哥哥。他们一起创办了俄罗斯社交网络VKontakte，随后创办了Telegram。

## 教育与早期经历
在1996、1997、1998年，杜洛夫三度夺得了国际奥林匹克数学竞赛金牌。1995至1998年的四年间，他在国际信息学奥林匹克中获得一枚金牌、三枚银牌。他也曾是圣彼得堡州立大学ACM ICPC团队的成员，该团队在2000年和2001年赢得了ACM国际大学生程序设计竞赛。
他于2005年从圣彼得堡国立大学获得了他的第一个博士学位。并在波恩大学继续他的数学教育，在格尔德·法尔廷斯的教学下获得了另一位博士学位。

## 职业
尼古拉·杜洛夫在2013年之前担任VKontakte.ru开发团队的首席开发人员，并在2013年创办了telegram，为它开发了MTProto协议。他被认为是original TON (Telegram Open Network) whitepaper （页面存档备份，存于）的作者。